# کوتکی
کوتکی (به انگلیسی: Kotki) یک شهرک در پاکستان است که در ناحیه هنگو واقع شده‌است.